# هيثر ريد
هيثر ريد (بالإنجليزية: Heather Reid)‏ هي عالمة أرصاد وفيزيائية بريطانية، ولدت في 1969 في بيزلي في المملكة المتحدة.

## وصلات خارجية
- هيثر ريد على موقع IMDb (الإنجليزية)